# Majulah Singapura

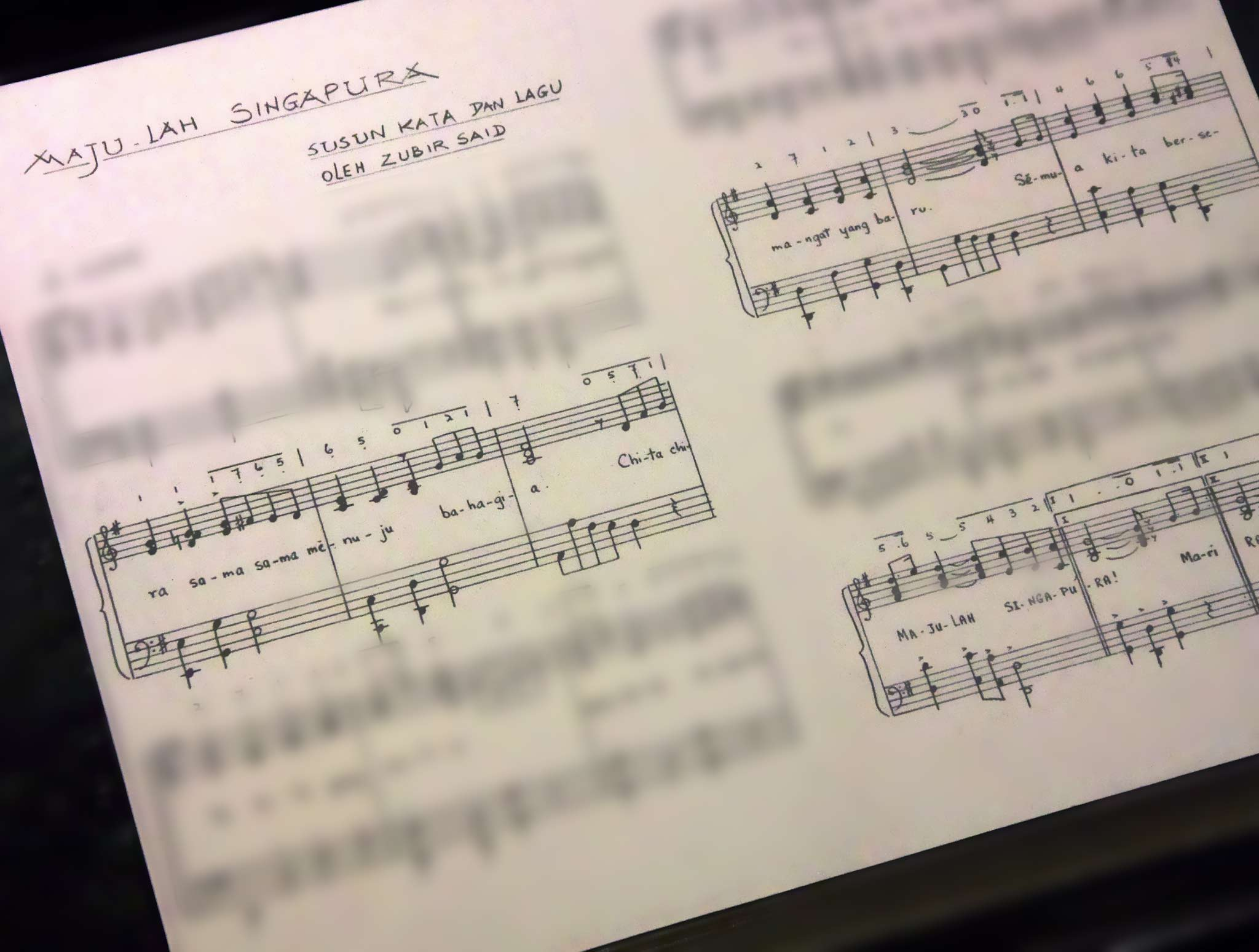
Eine handgeschriebene Partitur von "Majulah Singapura" (Malaiisch für "Vorwärts Singapur"), der Nationalhymne von Singapur, in einer Ausstellung im Nationalmuseum von Singapur. (Aus urheberrechtlichen Gründen sind bestimmte Teile der unkenntlich.)

Majulah Singapura (malaiisch für Vorwärts Singapur) ist die Nationalhymne von Singapur. Sie wurde zwischen 1956 und 1957 von Encik Zubir Said komponiert und ist seit der Unabhängigkeit Singapurs im Jahre 1965 die offizielle Hymne des Landes. Da neben der malaiischen Sprache auch Englisch, Chinesisch und Tamil Amtssprachen sind, existieren entsprechende Übersetzungen. Jedoch darf immer nur der malaiische Originaltext gesungen werden.

## Liedtext
| Majulah Singapura Mari kita rakyat Singapura Sama-sama menuju bahagia Cita-cita kita yang mulia Berjaya Singapura Marilah kita bersatu Dengan semangat yang baru Semua kita berseru Majulah Singapura | Vorwärts Singapur Wir, das Volk von Singapur, marschieren gemeinsam zum Glück. Unser edles Bestreben ist es, Singapur zum Erfolg zu führen. Lasst uns vereinen in einem neuen Geist. Zusammen verkünden wir: Vorwärts Singapur, Vorwärts Singapur. |

## Übersetzungen in den Amtssprachen Singapurs
| Englisch Onward Singapore Come, fellow Singaporeans Let us progress towards happiness together May our noble aspiration bring Singapore success Come, let us unite In a new spirit Together we proclaim Onward Singapore | Chinesisch 前進吧，新加坡！ 來吧，新加坡人民， 讓我們共同向幸福邁進； 我們崇高的理想， 要使新加坡成功。 來吧，讓我們以新的精神， 團結在一起； 我們齊聲歡呼： 前進吧，新加坡！ | Tamil சிங்கப்பூர் மக்கள் நாம் செல்வொம் மகிழ்வை நோக்கியே சிங்கப்பூரின் வெற்றிதான் சிறந்த நம் நாட்டமே ஒன்றிணைவோம் அனைவரும் ஓங்கிடும் புத்துணர்வுடன் முழுங்குவோம் ஒன்றித்தே முன்னேறட்டும் சிங்கப்பூர் |